# Levin Ludwig I. Hahn
Levin Ludwig I. (von) Hahn (* 3. Dezember 1579 in Seeburg; † 18. Mai 1635 ebenda) war ein Hofbeamter und Soldat.

## Leben
Levin Ludwig Hahn entstammte der mecklenburgischen Adelsfamilie Hahn (Nr. 279 der Geschlechtszählung) und war der Sohn von Kuno I. (von) Hahn (1540–1590) und dessen zweiter Ehefrau Sophia von der Schulenburg († 1591).
Zusammen mit seinem Bruder Werner I. (von) Hahn (1583–1634) erhielt er seinen ersten Unterricht durch Hauslehrer. Etwa zwischen 1593 und 1596 besuchte Hahn das Gymnasium in Halle. Zum Sommersemester 1596 immatrikulierte er sich an der Universität Leipzig. Zum 15. Januar 1597 wechselte er an die Universität Wittenberg, wo er bis 1600 studierte. Anschließend ging er drei Jahre, bis 1603, nach Straßburg. Nach diesem dreijährigen Studienaufenthalt war ihm wohl aus finanziellen Gründen keine Grand Tour möglich und er kehrte nach Hause zurück.
1604 nahm Hahn zusammen mit seinem Bruder Werner am ungarisch-türkischen Krieg teil und stand dabei unter dem Befehl von Graf Georg Friedrich von Hohenlohe-Neuenstein-Weikersheim. Bei Gran (heute Esztergom) wurde Hahn gefangen genommen, nach Istanbul gebracht und dort eingekerkert. Nach mehreren abenteuerlichen aber vergeblichen Fluchtversuchen konnte er sich endlich befreien und erreichte am Pfingstmontag 1606 wieder seinen Heimatort Seeburg.
Am 18. Oktober 1607 heiratete er Anna von Veltheim. Nach dem Tod seiner Ehefrau am 17. Januar 1615 lebte Hahn weit über zwei Jahre in Prag. Dort heiratete er in zweiter Ehe Margarethe von Quitzow, eine Schwester von Achatius von Quitzow. Aus beiden Ehen gingen vier Söhne und zehn Töchter hervor, darunter als ältester Sohn aus erster Ehe Kuno II. (von) Hahn (1609–1645).
1619 empfing Hahn in Vertretung für den mecklenburgischen Herzog Johann Albrecht II. die kaiserlichen Lehen.
Seinen Sohn Kuno begleitete er 1623 auf dessen Kavalierstour durch Frankreich, Großbritannien und auf der Rückreise durch die Niederlande. Bemerkenswert ist, dass Hahn in Briefen an den Fürsten von Anhalt überwiegend von Truppenbewegungen, deren Bewaffnung u. a. Dingen sehr detailliert berichtete.

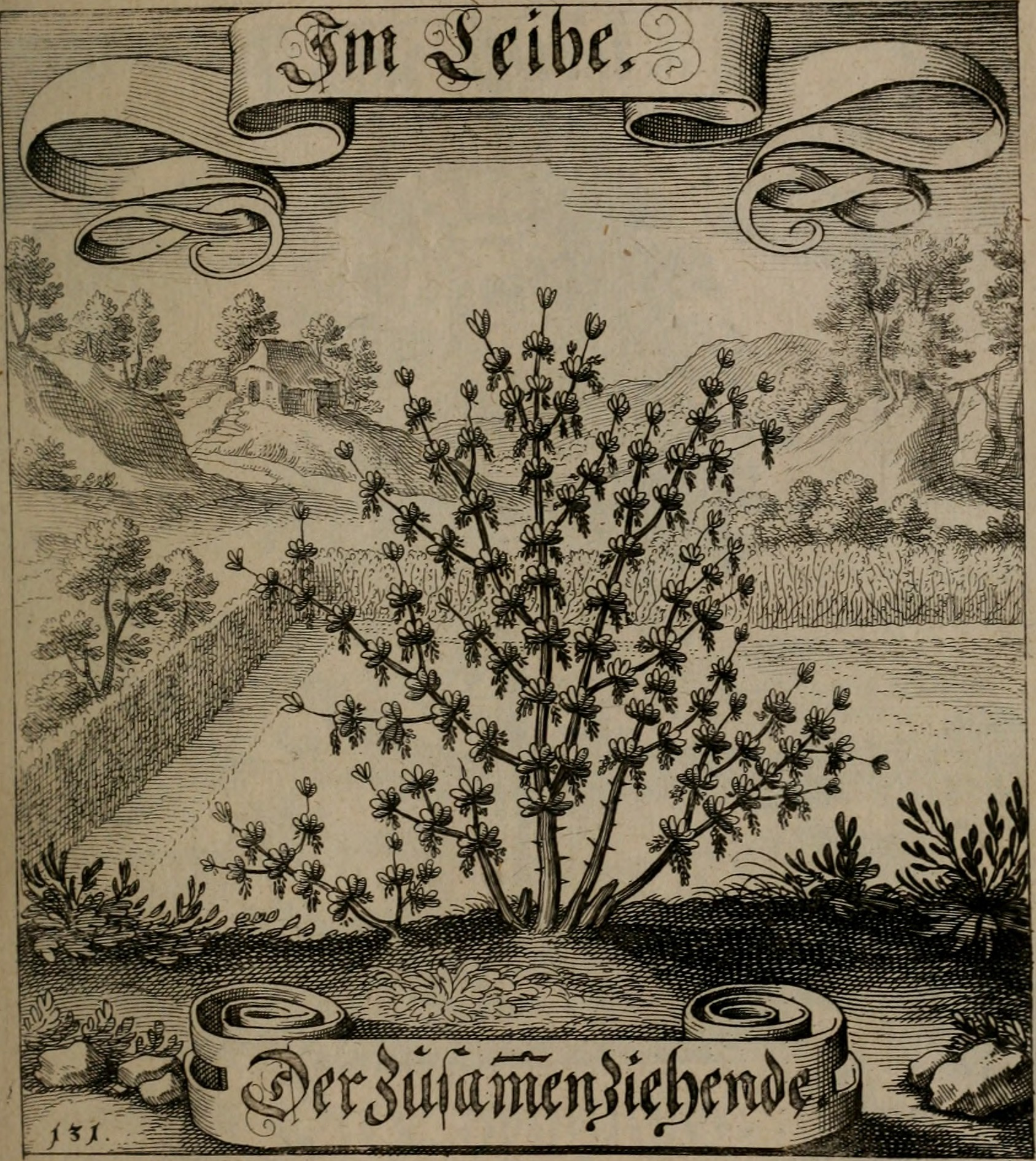
Imprese Levin Ludwig Hahns

1626 nahm Fürst Ludwig I. von Anhalt-Köthen Hahn in die Fruchtbringende Gesellschaft auf. Er verlieh ihm den Gesellschaftsnamen der Zusammenziehende und die Devise im Leibe. Als Emblem wurde ihm der Saurauch (Berberis vulgaris L.) zugedacht. Im Köthener Gesellschaftsbuch findet sich Hahns Eintrag unter der Nr. 131.
Levin Ludwig Hahn starb im Alter von 56 Jahren am 18. Mai 1635 in Seeburg.